# باري بيتس (لاعب دارت)
باري بيتس (بالإنجليزية: Barrie Bates)‏ هو لاعب دارت بريطاني، ولد في 17 أكتوبر 1969 في Merthyr Tydfil ‏ في المملكة المتحدة.

## وصلات خارجية
- باري بيتس على موقع DartsDatabase.co.uk (الإنجليزية)